# Sóng nhiệt châu Âu tháng 7 năm 2019
Sóng nhiệt châu Âu tháng 7 năm 2019 là thời kỳ thời tiết nóng đặc biệt liên tục, thiết lập mức cao mọi thời đại kỉ lục nhiệt độ ở Bỉ, Pháp, Đức, Luxembourg, Hà Lan và Vương quốc Anh.. Theo một vài báo cáo sóng nhiệt châu Âu tháng 6 năm 2019 đã giết chết ít nhất 13 người và vượt qua các kỷ lục trước đó 3 °C (5,4 °F) ở Bỉ, bởi 2,9 °C (5,2 °F) ở Luxembourg, by 2,1 °C (3,8 °F) ở Đức và Hà Lan bởi 0,2 °C (0,36 °F) ở Vương quốc Anh.
Nó bị gây ra bởi một omega block mạnh, bao gồm không khí nóng, khô từ Bắc Phi, bị mắc kẹt giữa các hệ thống bão lạnh. Vùng áp cao của không khí nóng, được gọi là Yvonne, trải dài từ trung tâm Địa Trung Hải đến Scandinavia và được nối giữa hai vùng áp thấp, một ở phía tây nước Nga và bên kia phía đông Đại Tây Dương.
Sóng nhiệt đã giết chết hàng ngàn động vật khi hệ thống thông gió trong chuồng bị tràn ngập và khiến một chiếc xe cứu hỏa tham dự đám cháy phát nổ. Do nhiệt độ nước sông cao và dòng chảy chậm, đặc biệt là ở Pháp và ở một mức độ nào đó của Đức, một số nhà máy nhiệt điện sử dụng làm mát một lần và không có tháp giải nhiệt đã phải giảm sản lượng hoặc tắt máy để tránh vi phạm giới hạn môi trường nhiệt độ nước sông được thiết kế để bảo vệ đời sống thủy sinh.

## Lịch sử khí tượng
Sóng nhiệt được gây ra bởi một omega block mạnh, bao gồm không khí nóng, khô từ Bắc Phi, bị mắc kẹt giữa các hệ thống bão lạnh. Vùng áp suất cao của không khí nóng, được gọi là Yvonne, trải dài từ trung tâm Địa Trung Hải đến Scandinavia và được nối giữa hai vùng áp thấp, một ở phía tây nước Nga và bên kia phía đông Đại Tây Dương.

## Theo quốc gia

### Bỉ
Vào ngày 24 tháng 7 năm 2019, nhiệt độ cao nhất từng được ghi nhận trong Bỉ đã được đo, đạt 40,2 °C (104,4 °F) ở thị xã Angleur. Cùng ngày, hành khách đã được sơ tán khỏi một chuyến tàu Eurostar đã bị hỏng giữa Halle và Tubize, vì nhiều người bắt đầu ngã bệnh do nhiệt độ khắc nghiệt. Vào ngày 25 tháng 7, một lần nữa kỷ lục đã bị phá vỡ, đạt 41,8 °C (107,2 °F) in Begijnendijk (Flemish Brabant). Kỷ lục trước đó là 38,8 °C (101,8 °F), đạt vào năm 1947.

### Pháp

Cảnh báo thời tiết diễn ra từ ngày 24 đến 25 tháng 7 tại Pháp
Không có sự cảnh giác đặc biệt
Cảnh báo
Cần cảnh giác
Cảnh giác tuyệt đối

Vào tháng 7 năm 2019, Pháp đã trải qua đợt nắng nóng thứ hai trong vòng chưa đầy một tháng, đánh bại nhiều kỷ lục nhiệt độ khu vực và quốc gia. Trong tháng trước, nhiệt độ kỷ lục quốc gia 46,1 °C (115,0 °F) được đo ở xã phía nam Gallargues-le-Montueux.
Vào ngày 23 tháng 7, 80 phòng ban của Pháp đã được đưa vào một cảnh báo sóng nhiệt màu cam bởi Météo-France, và 20 phòng ban được đưa vào một báo động đỏ vào ngày hôm sau. Vào ngày 24 tháng 7, nhiệt độ 41,2 °C (106,2 °F) đã được đăng ký bởi Météo-France tại Bordeaux, phá vỡ kỷ lục trước đó của thành phố of 40,7 °C (105,3 °F) vào năm 2003. Tương tự, vào ngày 25 tháng 7, nhiệt độ 42,6 °C (108,7 °F) đã được ghi lại trong Paris, cũng phá vỡ kỷ lục trước đó của thành phố 40,4 °C (104,7 °F) tháng 7 năm 1947.
Hai lò phản ứng hạt nhân ở tây nam nước Pháp đã ngừng hoạt động và đầu ra của sáu lò phản ứng đã bị cắt để tránh vi phạm giới hạn môi trường đối với nhiệt độ của các con sông mà họ sử dụng để làm mát nước. Điều này làm giảm sản lượng điện hạt nhân của Pháp khoảng 5,2 gigawatt tại thời điểm nhu cầu điện tăng do sử dụng các thiết bị làm mát.

### Đức
Vào ngày 25 tháng 7, nhiệt độ 42,6 °C (108,7 °F) được ghi nhận ở Lingen, Niedersachsen. Điều này đã phá vỡ kỷ lục về nhiệt độ cao nhất từng được ghi nhận tại Đức, sau kỷ lục trước đó 40,5 °C (104,9 °F) đo một ngày trước đó. Hai mươi lăm trạm thời tiết ở nước này báo cáo nhiệt độ 40 °C (104 °F) hoặc cao hơn vào ngày 25 tháng 7. Trước đợt nắng nóng này, nhiệt độ cao nhất được ghi nhận ở Đức là 40,3 °C (104,5 °F) ở Kitzingen vào năm 2015.
Vào cuối đợt nắng nóng, vào tối ngày 26 tháng 7 năm 2019, mức cảnh báo tối đa, tím, cao hơn đỏ, đã được kích hoạt cho cơn bão dữ dội đặc biệt trong ba huyện (Landkreise) của bang Baden-Württemberg, gồm Freudenstadt, Böblingen và Calw.

### Luxembourg
Vào ngày 25 tháng 7, một cảnh báo đỏ về nhiệt độ cực cao đã được Meteolux đưa ra cho cả nước. Cùng ngày, nhiệt độ 40,8 °C (105,4 °F) được đo bằng Steinsel, mức cao nhất từng được ghi nhận trong cả nước, phá vỡ kỷ lục 37,9 °C (100,2 °F) đạt được ở Findel năm 2003.
Nhiệt độ cao và điều kiện khô đã gây ra một số đám cháy trong đợt nắng nóng. Vào ngày 24 tháng 7, một đám cháy bùng phát gần Schumannseck và kiện hay bốc cháy trên một cánh đồng. Vào ngày 25 tháng 7, một đám cháy rừng đã xảy ra ở Hamm và một chiếc xe cứu hỏa đã phát nổ khi nó bị nhấn chìm trong ngọn lửa trong khi tham dự hiện trường.

### Hà Lan
Ở Hà Lan, một cảnh báo màu cam đã được đặt ra cho cả nước do nhiệt độ quá cao. Kỷ lục nhiệt độ cao trước đó 38,6 °C (101,5 °F), đo được ở Warnsveld vào năm 1944, đã bị phá vỡ vào ngày 24 tháng 7 khi nhiệt độ đạt mức 39,3 °C (102,7 °F). Ngày tiếp theo, 40,7 °C (105,3 °F) đã được đo tại Gilze en Rijen. Quần đảo Tây Frisian là khu vực duy nhất không có cảnh báo thời tiết được đưa ra nhưng lần đầu tiên có một đợt nắng nóng trên Vlieland và Terschelling kể từ khi các phép đo bắt đầu vào năm 1996.
Vào ngày 27 tháng 7, KNMI đã kết thúc cảnh báo màu cam cho Nam Hà Lan, Zeeland, Bắc Brabant và Limburg. Cùng ngày lúc 22 giờ 32 CEST họ đã kết thúc cảnh báo màu cam cho cả nước.
Vào ngày 22 tháng 7, ProRail đã thông báo mã màu đỏ cho người điều khiển giao thông, vì sự cảnh giác thêm là cần thiết cho sự xáo trộn trên đường ray và các vấn đề khác do nhiệt. Vào ngày 25 tháng 7, NS đã hủy các dịch vụ trên đường sắt cao tốc Schipholedom Antwerp giữa  Amsterdam - Schiphol - Rotterdam và kết nối giữa Amsterdam - Eindhoven và Eindhoven - Heerlen. Khi các chuyến tàu được tiếp xúc với nhiệt độ cao, cần phải bảo trì nhiều hơn và một số đã được đưa ra khỏi dịch vụ. Các đơn vị không có điều hòa không khí hoặc cửa sổ có thể mở cũng được đưa ra khỏi dịch vụ. Điều này tiếp tục vào ngày hôm sau, ngoại trừ bốn tuyến khác không có sẵn; Amsterdam—Alkmaar, Amsterdam—The Hague, Duivendrecht—Lelystad và Schiphol—Nijmegen.
Nhiều động vật trang trại đã chết do nhiệt độ cao, chủ yếu là do hệ thống thông gió bị hỏng. Do sự cố mất điện trong chuồng gà ở Neer, 4.000 con gà đã chết. Hàng trăm con gà cũng chết trong khi được chuyển đến Ba Lan vào ngày 24 tháng 7 vì nhiệt độ tăng. On the same day, hundreds of pigs died in Middelharnis because of power failure in ventilation systems, và 2.100 con lợn đã chết trong Maarheeze khi chuồng đạt đến nhiệt độ lên đến 40 °C (104 °F).

### Vương quốc Anh
Vào ngày 23 tháng 7, Sức khỏe cộng đồng Anh đã gia hạn cảnh báo nhiệt cho toàn bộ Vương quốc Anh, kêu gọi mọi người "giữ nước, tìm bóng râm và bảo vệ chống lại ánh nắng mặt trời". Cùng đêm, giông bão trên diện rộng đã ảnh hưởng đến đất nước, với BBC Weather báo cáo khoảng 48.000 vụ sét đánh trong đêm.
Vào ngày 25 tháng 7, Văn phòng Met đã thông báo rằng Vương quốc Anh có ngày kỷ lục nóng nhất trong tháng 7, với nhiệt độ 38,1 °C (100,6 °F) được ghi nhận tại Viện thực vật nông nghiệp quốc gia (NIAB) tại Cambridge. Điều này đã đánh bại kỷ lục tháng 7 trước đó của 36,7 °C (98,1 °F) vào năm 2015 và đánh dấu lần thứ hai trong lịch sử nước này ghi nhận nhiệt độ cao hơn 38 °C hay 100 °F. Vào ngày 29 tháng 7, Văn phòng Met đã công bố xác nhận rằng các cảm biến tại Vườn thực vật Đại học Cambridge đã ghi lại nhiệt độ 38,7 °C (101,7 °F) ngày 25 tháng 7, phá vỡ kỷ lục quốc gia mọi từ xưa đến thời điểm đó 38,5 °C (101,3 °F) đo được ở Faversham, Kent tháng 8 năm 2003.
Kỷ lục nhiệt độ địa phương mới đã được thiết lập tại các thị trấn và thành phố trên cả nước vào ngày 25 tháng 7, bao gồm 31,6 °C (88,9 °F) ở Edinburgh và 35,1 °C (95,2 °F) ở Sheffield.

#### Tác động đến vận tải và chuyến bay của Anh
Vào ngày 25 tháng 7, Network Rail bắt đầu áp dụng các hạn chế tốc độ trên mạng của mình để giảm đường ray vênh, khi nhiệt độ theo dõi vượt qua50 °C (122 °F). Các biện pháp cũng bao gồm sơn đường ray màu trắng để giảm nhiệt độ của thép và hủy các dịch vụ. East Midlands Trains, Đông Nam và Greater Anglia khuyên hành khách chống lại tất cả nhưng du lịch thiết yếu.
Nhiều sự cố liên quan đến nhiệt trên mạng lưới đường sắt của đất nước đã gây ra sự gián đoạn trên diện rộng, đặc biệt ảnh hưởng đến các dịch vụ liên tỉnh từ London. Thiệt hại cho thiết bị đường dây trên không xảy ra ở Peterborough, Handsworth và Camden, cũng như một đám cháy cỏ bên đường do dây cáp bị kẹt gần West Hampstead. Xe lửa đến và đi từ Phố mới Birmingham và xung quanh West Midlands cũng bị gián đoạn. Hành khách được khuyến cáo không nên bắt đầu hành trình mới vì quá nóng cáp trên cao khiến nhiều dịch vụ không thể chạy.
Vào ngày 26 tháng 7, tất cả các chuyến du lịch đã được thông báo hoãn lại, sau khi sức nóng và bão cực đoan gây ra sự gián đoạn nghiêm trọng cho mạng lưới đường sắt và sân bay. Thameslink đã chạy các dịch vụ giảm, với một nửa số dòng không khả dụng. Các dịch vụ của East Midlands Trains giữa Sheffield, Nottingham, Derby và London St Pancras đã bị gián đoạn do hư hỏng dây trên cao do sức nóng của ngày hôm trước, và một thời gian biểu khẩn cấp đã được đưa ra. Tất cả các dịch vụ Eurostar đến và từ Paris cũng bị đình chỉ trong một "khoảng thời gian không xác định" do cáp bị nổ, cũng như sự chậm trễ kéo dài đến một giờ trên các dịch vụ Brussels.
Một số chuyến bay đã bị hủy và bị trì hoãn từ Heathrow, Gatwick và Sân bay Thành phố Luân Đôn do "điều kiện thời tiết khắc nghiệt trên khắp Châu Âu". Người phát ngôn của Heathrow nói rằng các chuyến bay đã bị ảnh hưởng bởi cơn bão qua đêm do sức nóng.

### Các quốc gia Bắc Âu
Cuối tuần 27/11, sự tập trung nhiệt đã di chuyển về phía bắc đến các quốc gia Bắc Âu, nơi Helsinki chứng kiến nhiệt độ cao nhất kể từ khi các kỷ lục bắt đầu vào năm 1844.  Helsinki Kaisaniemi trạm thời tiết được ghi lại 33,2 °C (91,8 °F) on 28 July. Nhiệt độ cao nhất từng được ghi nhận trong Bergen (Na Uy) là 33,4 °C (92,1 °F) vào ngày 26 tháng 7 năm 2019